# Génelard
Génelard település Franciaországban, Saône-et-Loire megyében. Lakosainak száma 1407 fő (2022. január 1.). Génelard Perrecy-les-Forges, Ciry-le-Noble, Oudry, Palinges és Saint-Bonnet-de-Vieille-Vigne községekkel határos.

## Népesség
A település népességének változása:
| Lakosok száma | 1380 | 1363 | 1411 | 1372 | 1380 | 1387 | 1394 | 1397 | 1407 |
|               | 2013 | 2015 | 2016 | 2017 | 2018 | 2019 | 2020 | 2021 | 2022 |